# Loïc Schwartz
Loïc Schwartz, (Bruselas; 4 de diciembre de 1992) es un jugador de baloncesto belga. Con 1.96 metros de estatura, juega tanto en la posición de escolta como en la de alero en el Orléans Loiret Basket de la LNB Pro A, la primera categoría del baloncesto francés. Es internacional absoluto con Bélgica.

## Trayectoria
Creció en el club de Belfius Mons-Hinault donde estuvo desde 2010 a 2013 y fue campeón de Copa en 2010. La temporada 2013-2014 jugó en el RBC Verviers-Pepinster. En 2014 firmó un contrato de tres años con Proximus Spirou Charleroi.
En 2017, Schwartz firmó con BC Oostende de la Pro Basketball League, en el que jugaría durante 4 temporadas. En la temporada 2020-21, Schwartz tuvo una temporada destacada en la que promedió 11,4 puntos por partido. En marzo, ganó su tercer título de la Copa de Bélgica y fue nombrado MVP de la final de la Copa, tras sumar 11 puntos en la final. Su temporada le valió el premio al Jugador Belga del Año. Más tarde, ganó su cuarto campeonato belga con Oostende y fue nombrado MVP de las Finales de la Pro Basketball League.
El 2 de agosto de 2021, Schwartz firmó con el club griego del Promitheas Patras B.C. de la A1 Ethniki.
El 28 de enero de 2022, firma por el Orléans Loiret Basket de la LNB Pro A, la primera categoría del baloncesto francés.

## Selección nacional
Participó con la selección absoluta en la fase de clasificación para el Eurobasket 2015.